# FileVault
FileVault ist eine Funktion von Mac OS X/OS X/macOS zum Verschlüsseln von persönlichen Daten. Sie ist seit Mac OS X Panther (10.3, 2003) standardmäßig im Lieferumfang enthalten.
FileVault der 1. Generation verschlüsselte zunächst ausschließlich das Benutzerverzeichnis; weitere Daten wurden nicht erfasst und Daten im Benutzerverzeichnis lassen sich nicht von der Verschlüsselung mit FileVault ausschließen. Es ließen sich jedoch auch Programme damit verschlüsseln, wenn statt des globalen Programm-Ordners ein Benutzer Programm-Ordner im Home-Ordner angelegt und verwendet wird.
Mit der Einführung von Mac OS X Lion (10.7, 2011) unterstützt die neue Version FileVault 2 auch Festplattenverschlüsselung, die Verschlüsselungstechnik wurde auf XTS-AES 128 umgestellt. Zudem kann jetzt auch on the Fly verschlüsselt werden, der Mac kann also während des Verschlüsselungsvorganges weiter verwendet werden, eine Funktion, die auch bei anderer Software üblich ist.

## Speicherformat
FileVault (1. Generation) verwendet seit Mac OS X Leopard (10.5, 2007) für die Verschlüsselung ein mitwachsendes Bundle-Image, in dem die Benutzerdaten gespeichert werden, und das bei der Benutzeranmeldung transparent als Benutzerverzeichnis eingebunden (gemountet) wird. Bei der Benutzerabmeldung wird das mitwachsende Bundle-Image komprimiert und allenfalls mit Time Machine gesichert.
Bis einschließlich Mac OS X Tiger 10.4.11 (2007) verwendete FileVault ein verschlüsseltes Sparse Disk Image, ab Version 10.4.7 (2006) in einer modifizierten Form, welche die Datensicherheit und Stabilität im Fall von Systemabstürzen verbesserte (Header der Verschlüsselung am Anfang statt am Ende des Sparse Disk Images gespeichert). Mit dem Umstieg auf die erwähnten Sparse Bundles wurde die Datensicherheit weiter verbessert, ebenso erlauben Sparse Bundles einen schnellen Zugriff auf die Daten und ermöglichen die differenzielle Datensicherung mit Time Machine.
Ein erheblicher Unterschied zwischen Sparse Image und Sparse Bundle ist die Wahl der Speicherung der verschlüsselten Disk-Daten. Bei Sparse Image wird ein „einzelner“ Datenblock gespeichert. Bei Sparse Bundle wird die „übergeordnete Disk“ vom Betriebssystem in 8-MB-Teile (sog. Bands) gesplittet. Dieser Vorgang erfolgt für den Benutzer transparent. Bei einem Upgrade von einer älteren System-Version auf Mac OS X Leopard (10.5, 2007) wird das ursprüngliche Disk-Format beibehalten. Um das neue Format Sparse Bundle verwenden zu können, muss für das Benutzerkonto FileVault deaktiviert und neu aktiviert werden.
FileVault 2 benötigt kein Sparse Bundle mehr, sondern basiert auf dem Logical Volume Manager Core Storage.

## Sicherung mit Time Machine
Um FileVault 1 mit Time Machine verwenden zu können, darf der Benutzer zum Zeitpunkt der Sicherung nicht angemeldet sein. Es werden bei der Sicherung die Daten des Sparse-Files übertragen, wodurch die Datenintegrität gewahrt bleibt.
Während bei Sparse-Image die gesamte Datei übertragen werden muss, werden bei Verwendung von Sparse-Bundle nur geänderte Bands (die 8-MB-Blöcke) übertragen, was die Dauer der Sicherung erheblich verkürzt.
Diese Einschränkungen gelten ab FileVault 2 ab Mac OS X Lion (10.7, 2011) nicht mehr.

## Sicherheit
In einer im Jahr 2008 durchgeführten Studie konnte durch eine Kaltstartattacke Schlüsselmaterial von FileVault ausgelesen werden.